# Taktouka
La taktouka (ou tetzouka) est une salade marocaine ,, traditionnelle variante de la matboukha maghrébine composée d'une diversité d'ingrédients tels que les tomates, poivrons, oignons et huile d'olive.

## Consommation
La taktouka est une salade qui peut être mangée fraîche ou réchauffée en fonction des goûts. C'est une mixture d'une variété de légumes qui peut être différente selon les régions marocaines. Certains utilisent des tomates, des poivrons grillés et du paprika alors que d'autres ajoutent des oignons et aussi des œufs. Les tomates sont préparées en purée alors que les poivrons sont plutôt coupés en petits morceaux. Cette salade peut être dégustée durant toutes les saisons de l'année. Elle est souvent servie avec des plats marocains traditionnels tels que les tajines puisque c'est une salade tout aussi traditionnelle.

## Étymologie
Le mot taktouka (en arabe marocain : طقطوقة ) est dérivé du mot arabe taktak (en arabe طقطق ) dont l'étymologie fait référence au verbe « moudre » ou encore « tapoter » ou « broyer ».